# Otto Nelte
Otto Nelte, né le 4 décembre 1898 à Berlin-Adlershof et mort le 25 juillet 1941 à Berlin (prison de Plötzensee), est un communiste allemand et résistant au régime Nazi.

## Biographie
Nelte, ouvrier métallurgiste rejoint, en 1921, le Parti communiste d'Allemagne (KPD). En mai 1933, il est arrêté et détenu pendant plusieurs semaines, puis transféré par le Sturmabteilung (SA) au Vereinslokal Kaiser  à Berlin-Adlershof, torturé, puis transféré au Blumengarten à Berlin-Oberschoeneweide, et finalement emprisonné à la prison des SA à la Papestraße, à nouveau roué de coups puis relâché. Ces coups et les tortures subies lui laissent d'ailleurs des séquelles physiques permanents.
Après sa libération, il rejoint la résistance. Membre, dès 1936, du Parti communiste illégal du sous-district d'Adlershof/Bohnsdorf/Alt-Glienicke, il devient, en 1938, chef des groupes communistes du sud-est de Berlin. Il est à cette époque également en contact avec le sozialdemokratischen Gruppe Arbeiter (Groupe des travailleurs sociaux-démocrates) d'Alt-Glienecke.
En mai 1939, il rencontre l'instructeur du KPD Willi Gall qui lui transmet les propos tenus à la Conférence de Berne du KPD. Dans plusieurs pamphlets Nelte appelle à l'unité de tous les opposants à Hitler et à prévenir la guerre. Quand Willi Gall revient en août 1939 à Berlin, Nelte travaille à nouveau avec lui. Ils rédigent ensemble des pamphlets, comme Der Feind steht im eigenen Land (l'ennemi est dans notre propre pays), et, en novembre 1939, lancent un journal illégal, le Berliner Volkszeitung. Dès la seconde édition Nelte est arrêté par la Gestapo, le 7 décembre 1939. Il est, avec Gall, condamné à mort, le 23 janvier 1941, par le Volksgerichtshof puis exécuté le 25 juillet 1941 à la prison de Plötzensee.

### Hommages
- Le 8 mars 1957, une rue de Berlin, dans le quartier d'Adlershof, est baptisée « Neltestraße » en son honneur[7].
- le régiment d'artillerie 26 de la 40e brigade d'artillerie de la Nationale Volksarmee qui était stationnée au sud de Berlin portait son nom[8].